# OsCommerce
OsCommerce es un programa de comercio electrónico y administración en línea. Desarrollado en php por Harald Ponce de Leon y lanzado el 12 de marzo de 2000, requiere de una base de datos MySQL y un servidor Apache.
En 2012 se encuentran activas 12.704 tiendas virtuales bajo OsCommerce según la página oficial. Tiene posibilidad de instalar un gran número de idiomas. Como adicional se encuentra en el panel de control de páginas web "Fantastico" para su instalación automática.

## Historia
La primera modificación, la versión 1.1, se anunció el 17 de mayo de 2000 con actualizaciones, correcciones e introducción de nuevas funciones, en cuanto a la herramienta de administración se actualizó en junio del mismo año.
En noviembre de 2010 se lanzó la versión 2.2 para hacerlo más estable. La versión 2.3 fue realizada teniendo en cuenta la inclusión de herramientas de las redes sociales.
La versión 3.0 fue lanzada el 31 de marzo de 2011 y es la mayor reescritura del programa incorporando objetos en el panel de control y plantillas para el cambio visual, incluye además la petición de nombre de usuario y contraseña durante la instalación.
La última versión es la 3.0.2 lanzada el 6 de agosto de 2011, en la que se le realizó algunas mejoras y se le introdujeron nuevas aplicaciones.

## El software
OsCommerce funciona en servidores Windows, Linux, Unix y MacOS. Si el programa estándar no tiene las funciones que se precisan, se pueden descargar módulos adicionales para realizar los cambios que se necesiten.
Consta de dos partes:
1. El catálogo de productos es la parte que ven los clientes.
2. El módulo de administración desde el cual se puede mantener la propia tienda virtual, actualizando productos, instalando nuevas ofertas, categorías, idiomas, monedas, consultar los pedidos, clientes, etc.

Se divide en productos y categorías: las categorías darán una mayor organización a los productos de la tienda. Los clientes pueden visualizar el historial de compras y el estado de sus pedidos, también pueden agregar diferentes direcciones para la entrega y para el cobro de los productos.
Está preparado para aceptar los siguientes sistemas de pago: Authorize.net, Tarjeta de Crédito, contra reembolso, iPayment, cheques, transferencias bancarias, NOCHEX, PayPal, 2Checkout, PSiGate, SECPay, Visa, Mastercard. Sistemas como PagoFácil, RapiPago, Amazon Pay, MercadoPago o TodoPago requieren la instalación de un módulo.
Admite y da soporte para cualquier moneda, para trabajar con imágenes, vender productos físicos o descargas.
Tiene la posibilidad de realizar copias de seguridad y recuperación. Cesta de la compra temporal y guardar cestas incluso después de compradas. Transacciones seguras SSL.
Permite dar un servicio de información de envíos y devoluciones en tiempo real bajo UPS, USPS, FedEx, etc. Gestionando diferentes zonas de envío con diferentes tarifas. Admite banners, envío de boletines periódicos a los usuarios, etc.